# Power Person Award
De Power Person Award is een Surinaamse prijs die jaarlijks wordt uitgereikt door de Stichting Herstel Democratie uit Amsterdam. De prijs wordt sinds 2018 uitgereikt aan personen die hebben bijgedragen aan de democratie in Suriname. De prijs wordt uitgereikt door Robby Parabirsing, alias Rappa, en Umberto Sriram, die de stichting vertegenwoordigen.

## Power Person of the Year
- 2018: Maisha Neus, leider van STREI!, een van de leiders van Wij Zijn Moe(dig)[3]
- 2019: Jimmy Boussaid, voormalig directeur Centrale Bank van Suriname[4]
- 2020: Winston Ramautarsing, voorzitter van de Vereniging van Economisten in Suriname[5]
- 2021: Sunil Oemrawsingh, voorzitter van de Stichting 8 december 1982[6]
- 2022: Dennis Mans, emeritus hoogleraar en bestuurslid van de AdeKUS[1]
- 2023: Serena Muntslag-Essed, advocaat met gewonnen rechtszaak over de Kieswet[7]